# USS Waterford (ARD-5)
L' USS Waterford (ARD-5), était un quai de réparation auxiliaire de classe ARD-2 de 4 200 tonnes, un type de cale sèche flottante auxiliaire de l'US Navy utilisée pendant la Seconde Guerre mondiale, la guerre de Corée, la guerre du Vietnam et la guerre du Golfe. Ile a été ensuite vendu à la marine chilienne en prenant le nom de Talcahuano (133) ,

## Historique
Construite par la Pacific Bridge Company (en) à Alameda en Californie, la cale sèche de réparation auxiliaire à coque en acier ARD-5 a été achevée en juin 1942.
Pendant la guerre, elle a servi à la base navale de Pearl Harbor et à San Francisco. À la fin de la Seconde Guerre mondiale, elle servait au Mare Island Naval Shipyard à Vallejo en Californie. Elle y est restée jusqu'à ce qu'elle soit déplacée vers la côte est pour répondre aux besoins de réparation de l'Atlantic Fleet. ARD-5 a été nommée Waterford le 17 novembre 1976. Elle est restée en service actif avec la flotte de l'Atlantique jusqu'en 1979 au service de la base navale de New London à Groton, la principale base sous-marine de l'US Navy. En 1984, Waterford a participé aux réparations du sous-marin nucléaire l'USS Sculpin SSN-590).

## Destin
En février 1997, le sous-marin de recherche nucléaire NR-1 a bénéficié de ses services. Waterford a été mis hors service le 9 septembre 1997 et rayé du Naval Vessel Register le 1er octobre 1997. 
Le 10 mars 1999, il a été transféré, via le programme d'assistance à la sécurité de la République du Chili. Il a été rebaptisé Talcahuano (133) le 30 août 1999.

### ClasseARD-2
ARD-5 était membre de la classe ARD-2 des cales sèches de réparation auxiliaires (ARD). La classe de cales sèches ARD-2 date du début de la Seconde Guerre mondiale et elles étaient remorquées là où elles étaient nécessaires, généralement en ancrage sur les avant-zones de guerre. Cinq des 7 cales sèches de classe ARD-2 construites existent toujours dans les marines étrangères.

## Décoration
- 2 Meritorious Unit Commendation
- 7 Navy E Ribbon
- American Campaign Medal
- Asiatic-Pacific Campaign Medal
- World War II Victory Medal
- 2 National Defense Service Medal

### Liens connexes
- Liste des navires auxiliaires de l'United States Navy
- Théâtre du Pacifique de la Seconde Guerre mondiale
- USS ARD-9